# 远程汽车
远程汽车是吉利旗下的一个商用车品牌，成立于2016年，专注于商用车辆的开发和销售，并推出了多款长续航卡车和公共汽车的解决方案。该公司于2022年10月由GLP旗下投资部门隐山资本领投的Pre-A轮融资中筹集了超过3亿美元，并于2023年7月在由博裕资本和越秀产业基金领投的A轮融资中筹集了6亿美元。该工厂后来被远程商用车与申明联合收购，计划为中国市场生产CKD电动卡车。5月29日，该公司宣布放弃整车生产，转而从事汽车零部件和自动化设备业务。 

## 产品

### 远程商用车

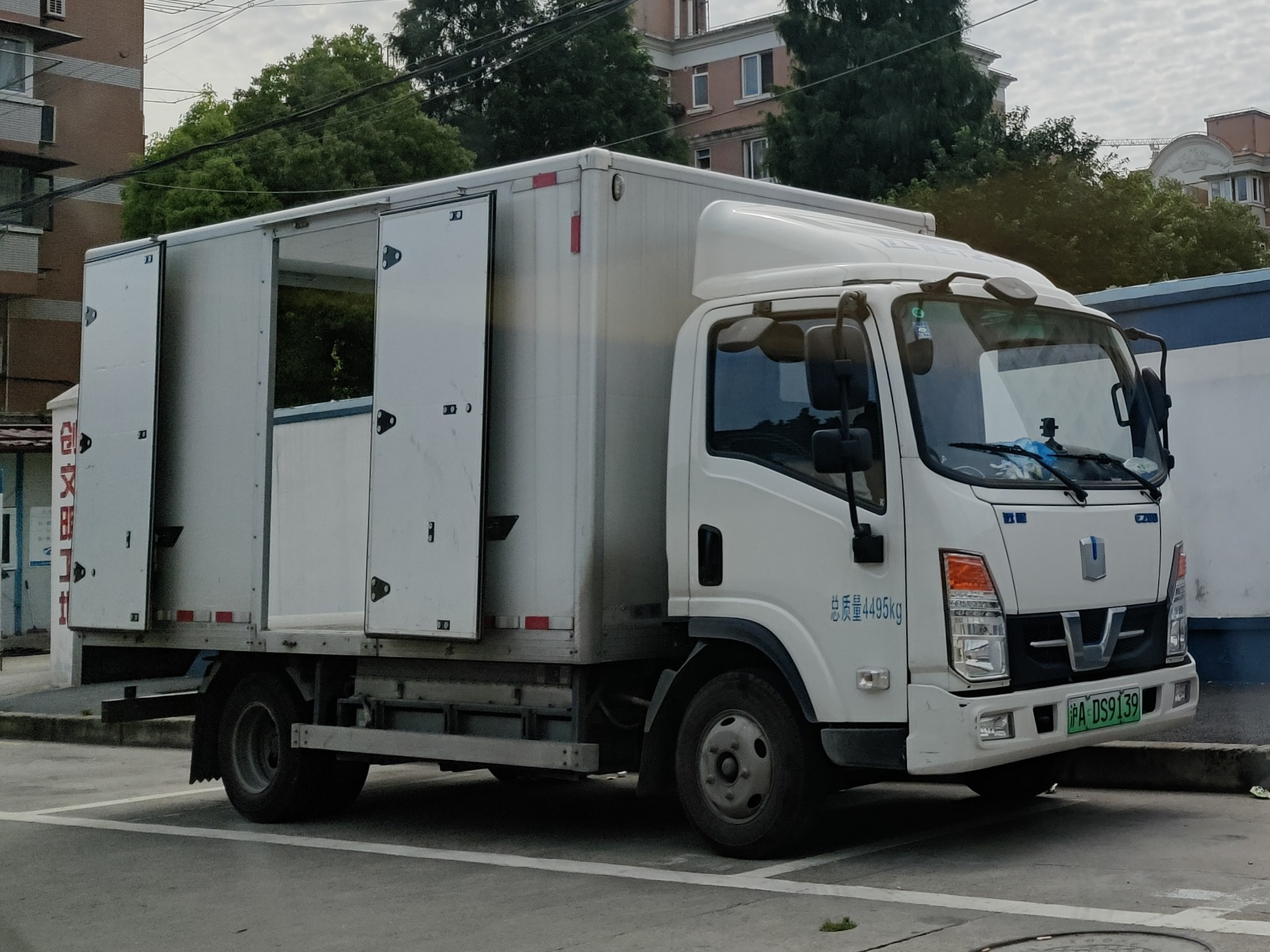
远程C8E/ C10E/ C12E – 城市公交车
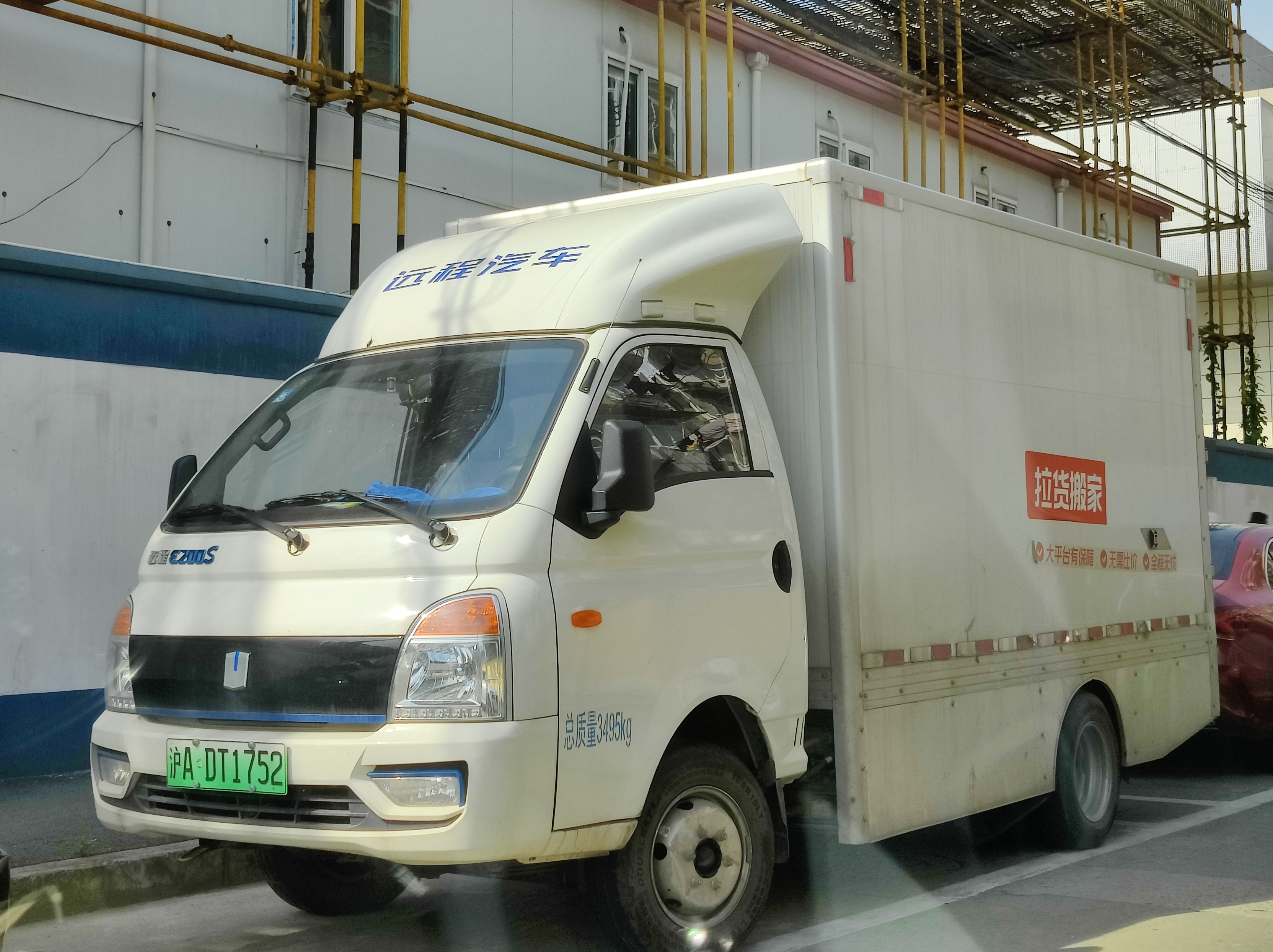
远程E200S

- 远程U11E/ U11F – 旅游巴士
- 远程星瀚G – 电动和氢动力重型卡车
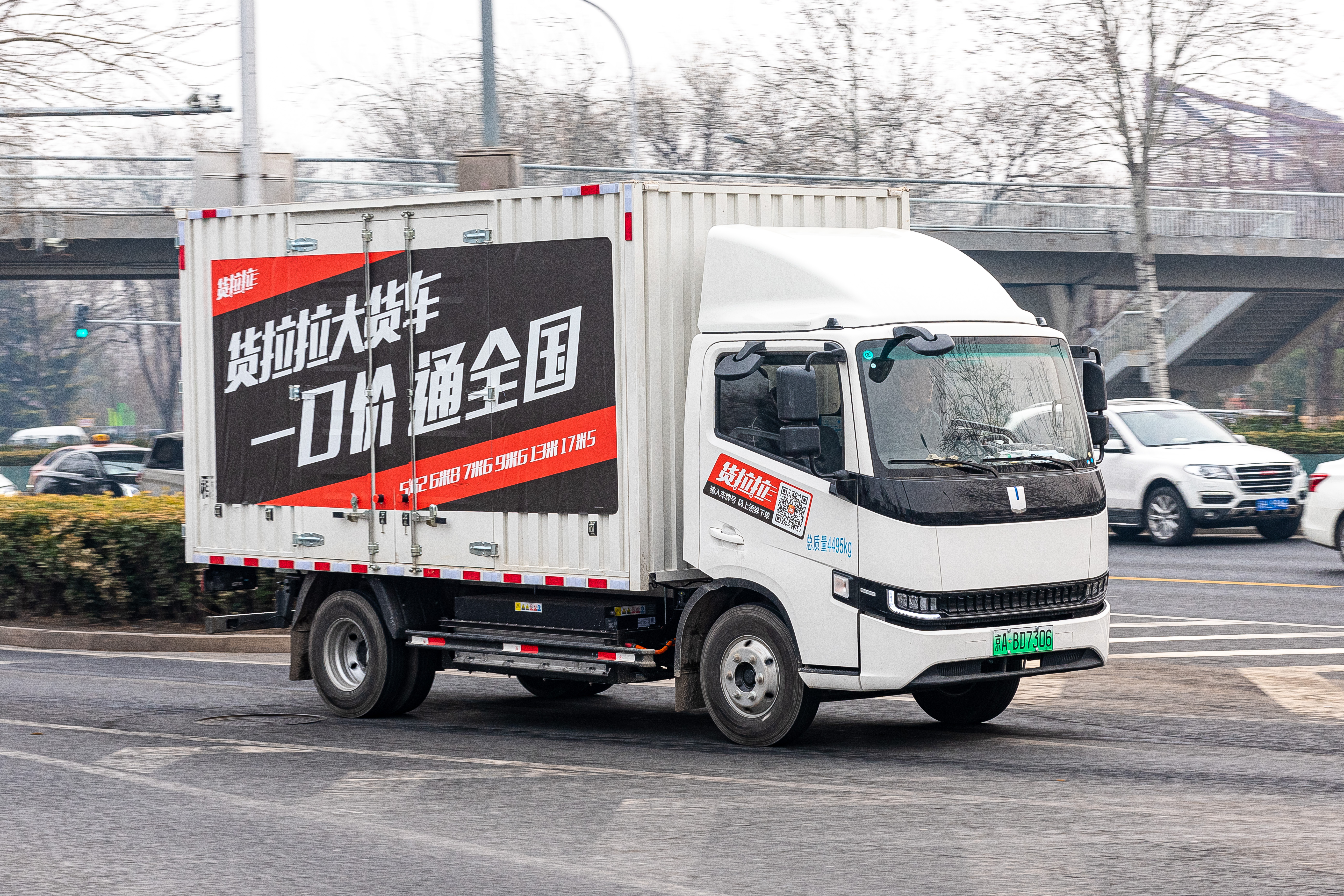
远程星智H8E – 轻型卡车
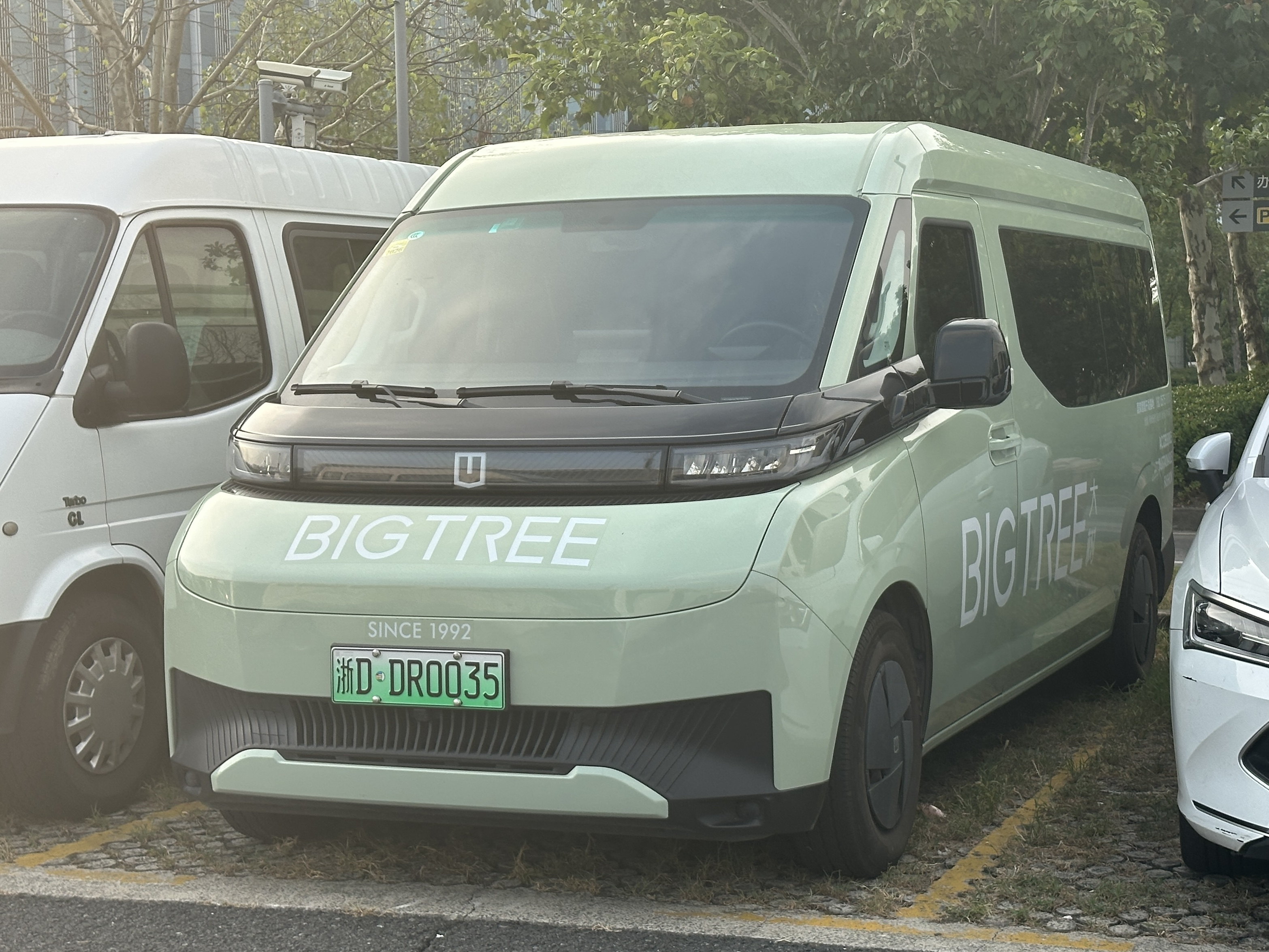
远程星智H8M – 轻型卡车
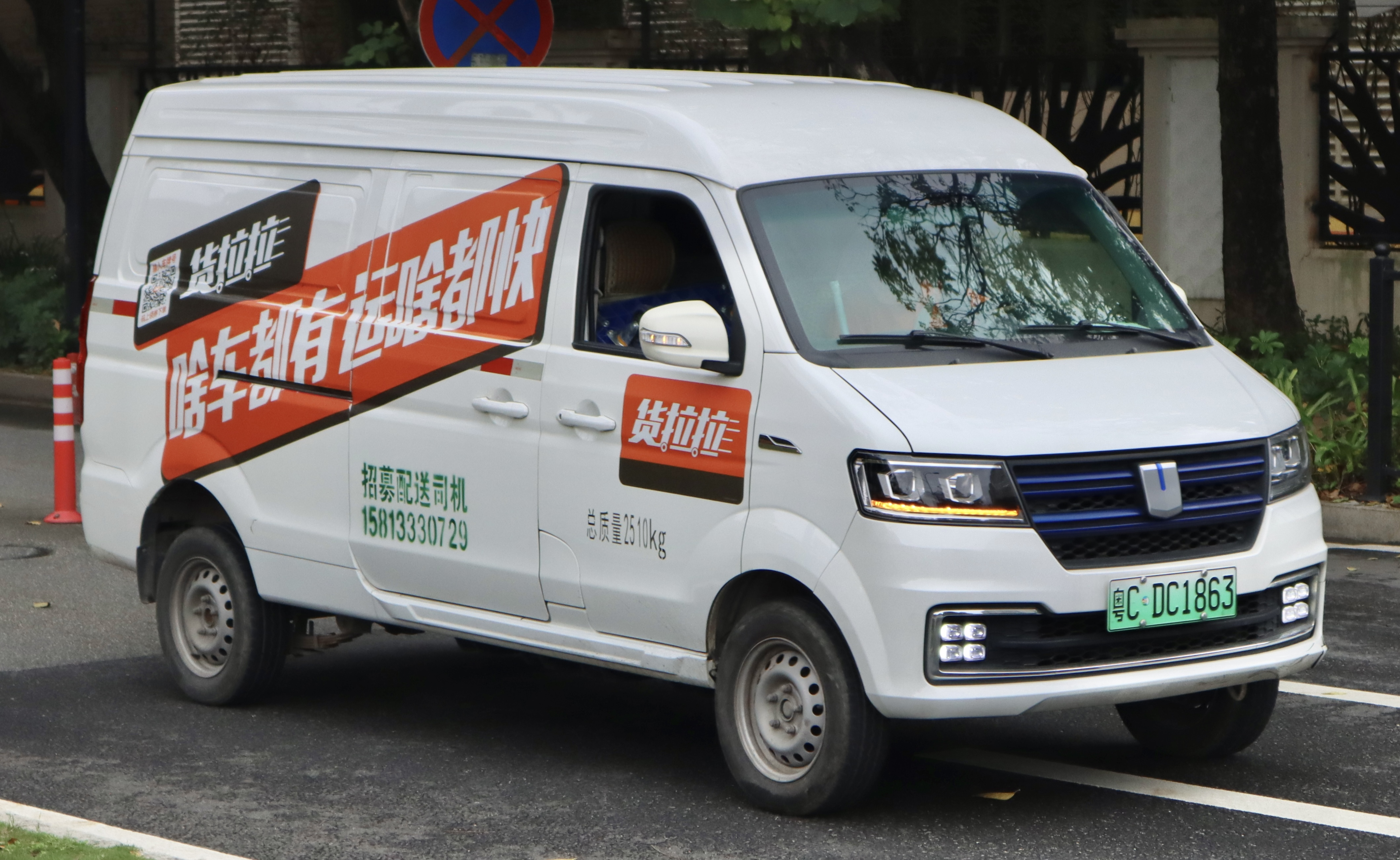
远程E5L
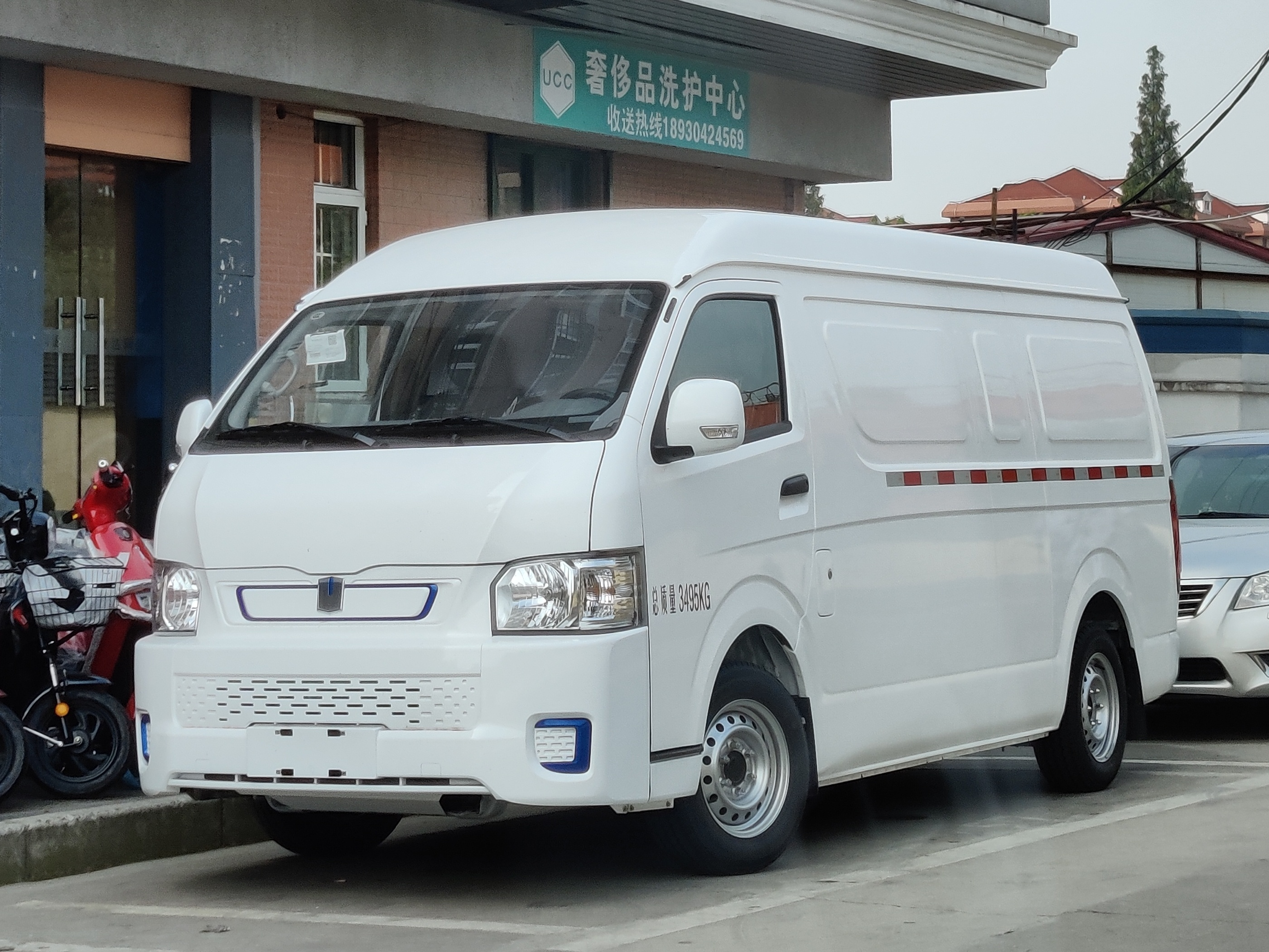
远程E6
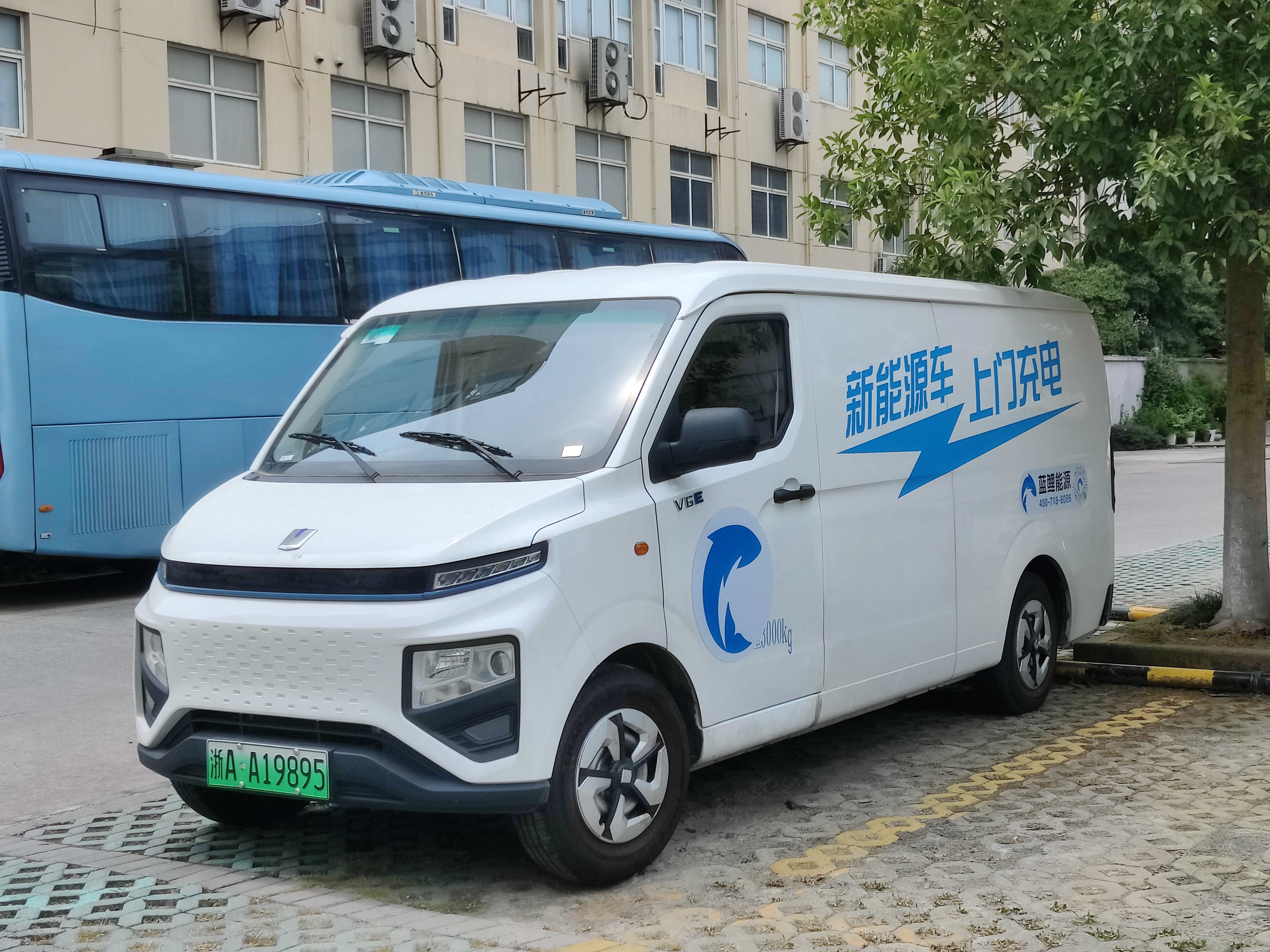
远行星想
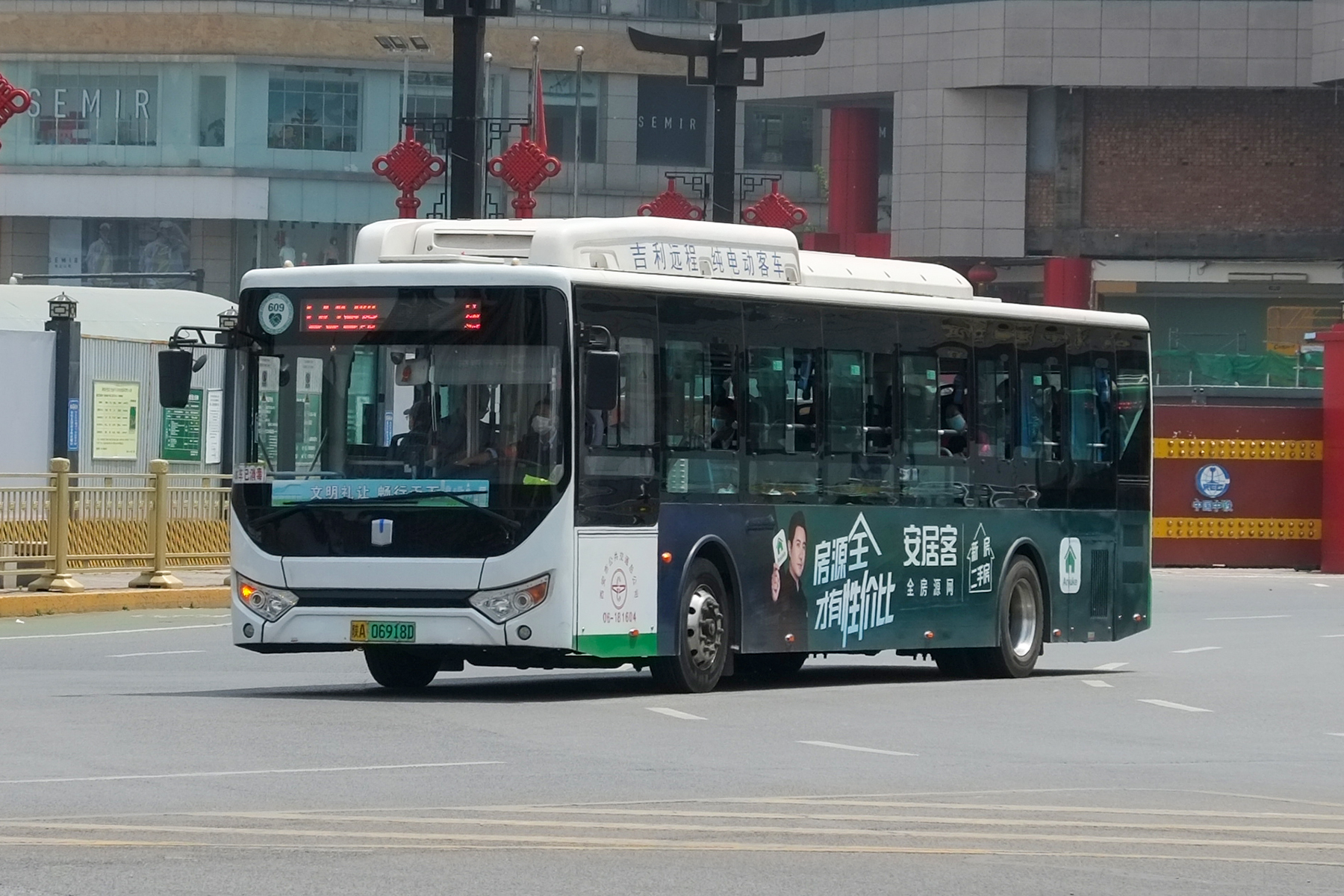
远程巴士

- 远程SV（超级货车） – 电动货车

- 远程E5 – 电动货车和厢式货车[5]
- 远程E5L – 电动货车和厢式货车
- 远程E6 – 电动货车和厢式货车
- 远程星享V系列 – 电动货车和厢式货车
  - 远征星享V6E – 微型货车
  - 远行星享V6E Plus – 微型货车
  - 远行星享F1E – 微型卡车
- 远程锋锐系列 – 轻型卡车和微型卡车
  - 远程锋锐V5E – 电动卡车
  - 远程锋锐F3E – 电动卡车
  - 远程锋锐E200S – 轻型卡车[6]
  - 远程锋锐E200X –中型卡车
  - 远程锋锐E200 –中型卡车[7]

- 远程E200
- 远程E200S
- 远见星智H8E
- 远程SV
- 远程E5L
- 远程E6
- 远行星想
- 远程巴士

### 欧铃
远程还有一个名为欧铃的子品牌是一家销售汽油动力低端微型卡车的公司。
- 欧铃锋锐F3 – 单排座和双排座微型卡车

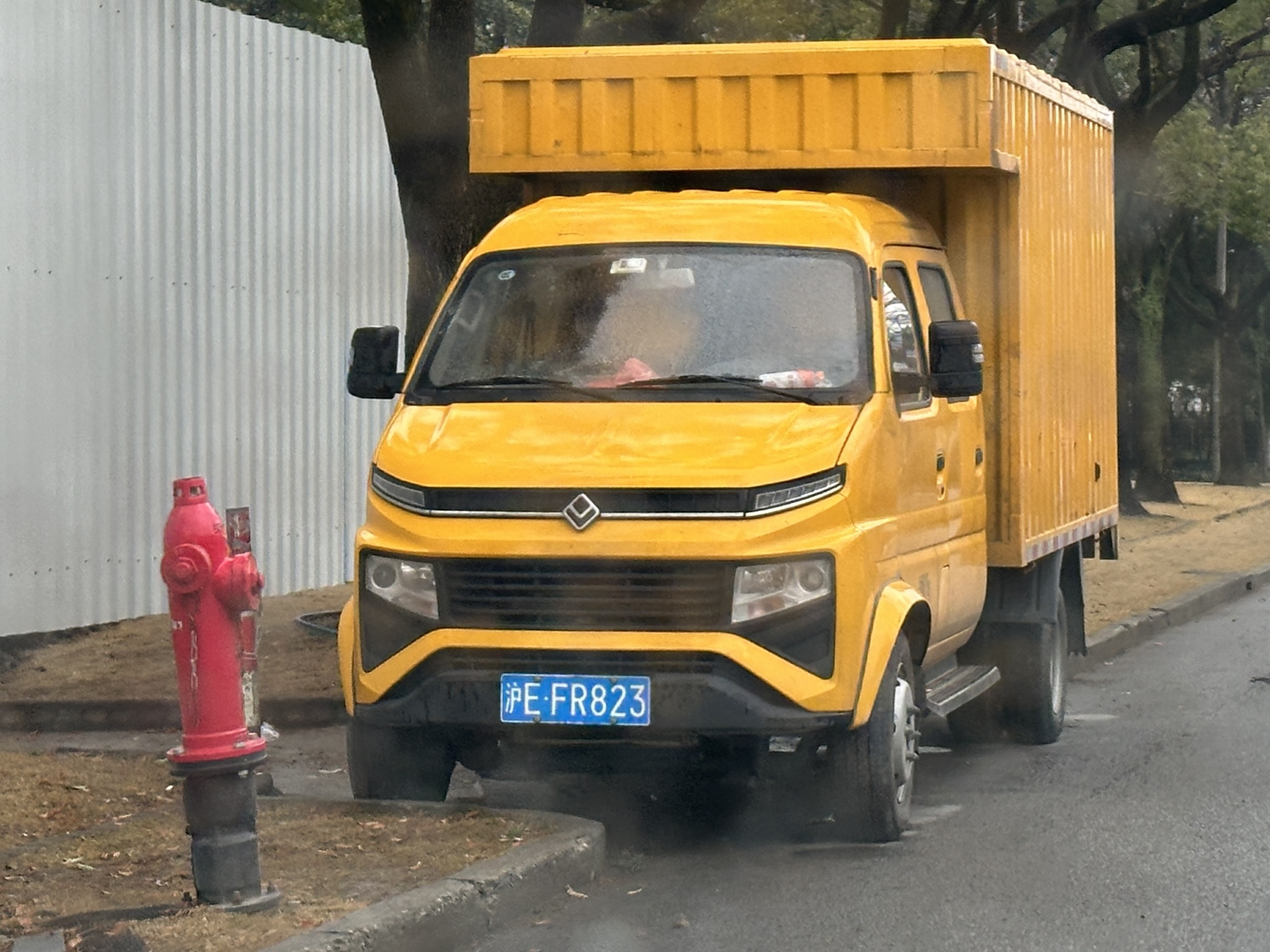
欧铃锋锐F3